# Bob Mover

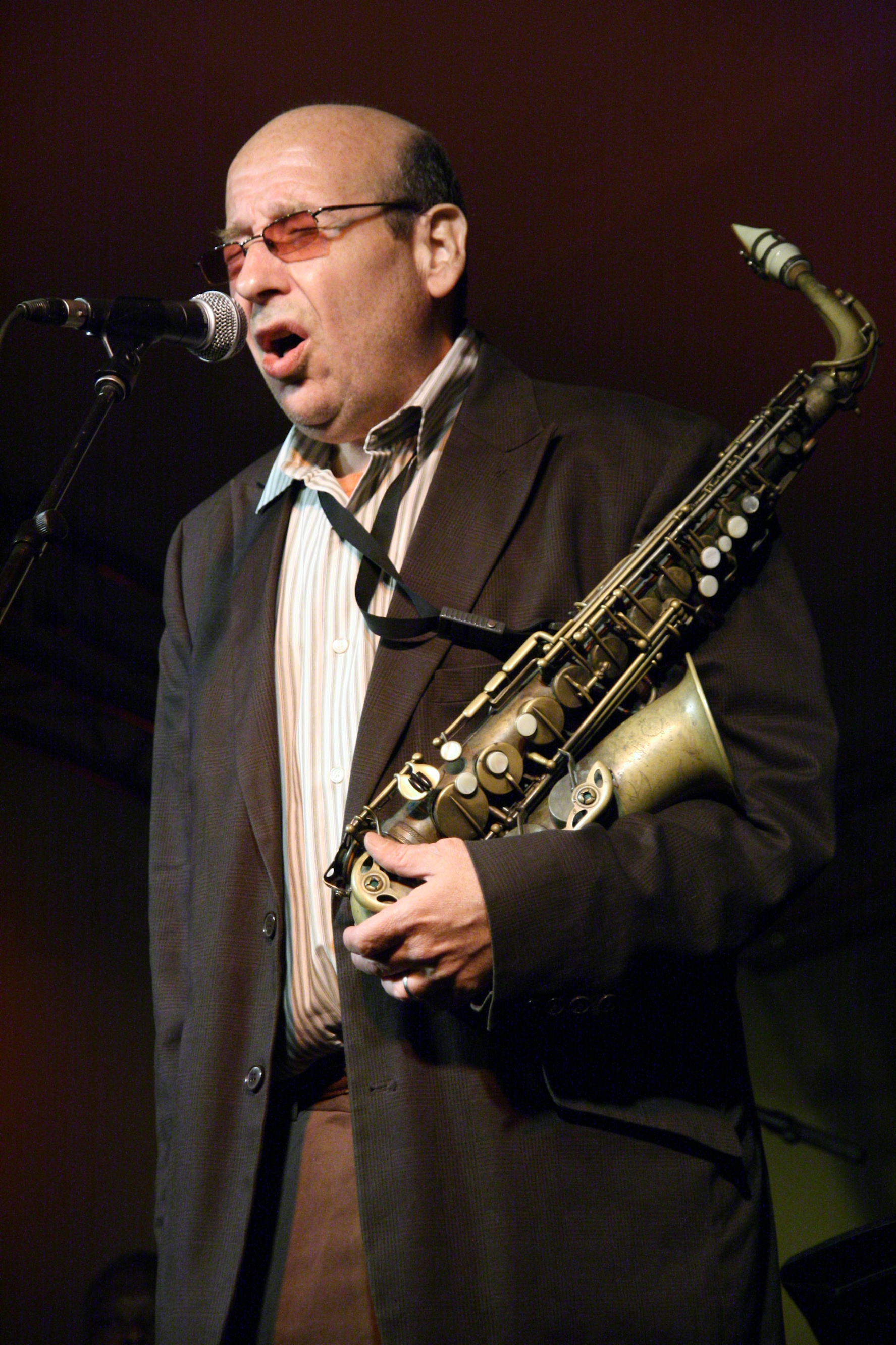
Bob Mover (2008)

Robert Allan „Bob“ Mover (* 22. März 1952 in Boston) ist ein amerikanischer Saxophonist und Sänger des Modern Jazz.

## Leben und Wirken
Mover stammt aus einer Musikerfamilie (sein Vater spielte bei Charlie Spivak). Er lernte zunächst Gitarre, bevor er ans Schlagzeug wechselte und schließlich ab 1965 Saxophonunterricht erhielt, unter anderem bei Phil Woods. 1968 spielte er in Miami bei Ira Sullivan, einem weiteren Mentor. Anschließend trat er in New York mit so unterschiedlichen Musikern auf wie Roy Eldridge, Wynton Kelly, Jimmy Rushing, Zoot Sims, Anita O’Day oder Howard McGhee. 1973 gehörte er für fünf Monate zur Gruppe von Charles Mingus; seit 1974 konzertierte er immer wieder mit Chet Baker, etwa auf dem Newport Jazz Festival, später dann auch in Europa (Aufnahmen bei Circle Records). Nach einem neunmonatigen Brasilienaufenthalt Mitte der 1970er Jahre leitete Mover eigene Gruppen, spielte aber auch mit Lee Konitz, bevor er ab 1981 am Berklee College of Music und dann an der Concordia University in Montreal lehrte. In dieser Zeit spielte er mit Paul Bley und John Abercrombie im Trio. Anschließend lehrte er an der York University in Toronto, gründete mit Don Thompson und Archie Alleyne das Toronto Jazz Quartet und tourte mit Miriam Klein und mit Benny Green. Auf dem Album Illumination (1988) von Walter Davis Jr. ist er mit Ron Carter und Kenny Washington zu hören. Er arbeitete mit Rufus Reid und mit John Hicks und lehrte ab 1998 an der New Jersey City University.

## Diskografische Hinweise
- On the Move (Choice Records, 1977), mit Tom Harrell, George Mraz, Jay Clayton, Mike Nock
- The Night Bathers (justin Time Records), 1986 mit Paul Bley und John Abercrombie
- You Go to My Head (Jazz City, 1988) mit Benny Green, Rufus Reid, Victor Lewis
- It Amazes Me (2008), mit Kenny Barron, Dennis Irwin, Steve Williams
- My Heart Tells Me (Motéma, 2013)
- Bob Mover Featuring Tom Harrell: On the Move (Choice, 2020)
- One Soul (duets with Tony Castellano) (Soul Kid Jazz, 2022)
- Bob Mover, Walter Davis Jr.: The Salerno Concert (Reel to Real, 2024)